# NGC 5326
NGC 5326 (również PGC 49157 lub UGC 8764) – galaktyka spiralna (Sab), znajdująca się w gwiazdozbiorze Psów Gończych. Odkrył ją William Herschel 14 stycznia 1788 roku.